# Vak upp! Hör väkten ljuder
Vak upp! Hör väkten ljuder är en psalm, skriven 1812 av Frans Michael Franzén och bearbetad 1816 av samma person. Musiken är skriven 1539 i Strassburg.

## Publicerad i
- 1986 års psalmbok som nr 535 under rubriken "Kallelse".